# Personenfahndung

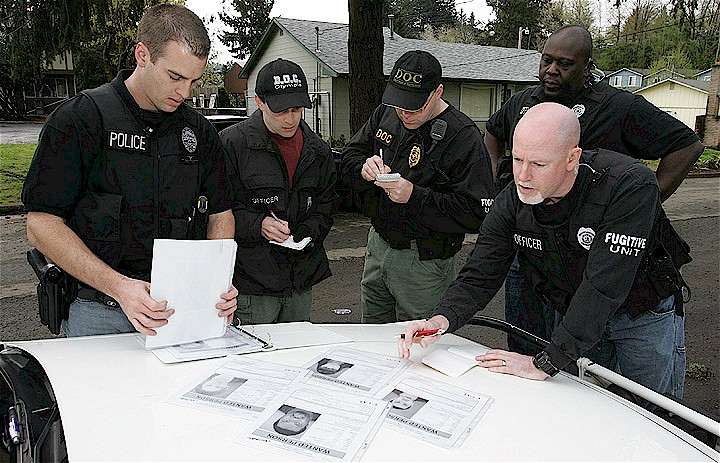
Vorbereitung für eine Personenfahndung der US-Marshals

Unter Personenfahndung versteht man alle Maßnahmen zur Feststellung des Aufenthaltsortes gesuchter Personen (Tatverdächtige, Vermisste, Zeugen). Zeitlich kann eine Personenfahndung bereits im Sicherungsangriff durch Einsatzkräfte am Einsatzort erfolgen.

## Zielpersonen
Unter Zielpersonen versteht man Personen, die von der Staatsanwaltschaft mit der Zustimmung eines Richters zur gezielten Fahndung ausgeschrieben sind.
In der Fahndungsausschreibung ist der Zweck der Personenfahndung angeführt:
1. Fahndung zur Festnahme
2. Fahndung zur Aufenthaltsermittlung
3. Fahndung, um das Auftreten wahrzunehmen

1. Die Festnahme ihrerseits dient
  - dem Haftantritt (Untersuchungshaft oder Strafhaft) – die Personenfahndung zum Zwecke der Wiederergreifung entwichener Gefangener gilt polizeirechtlich als Vollzugshilfe; oder sie dient
  - der Vorführung bei Gericht oder beim Landgerichtsarzt (jeweils Vorführungshaftbefehl).
2. Die Aufenthaltsermittlung dient
  - der Ermittlung von Zeugen oder Auskunftspersonen, allerdings nur in seltenen Fällen und bei bedeutenden Straftaten, möglicherweise als Ergänzung eines Zeugenaufrufs im Rahmen der Öffentlichkeitsfahndung,
  - der Vernehmung, z. B. zur Bekanntgabe eines Zustellungsbevollmächtigten oder
  - der polizeilichen Ingewahrsamnahme vermisster Minderjähriger und deren Überstellung in ein Kinder-/Jugendzentrum, wenn sie von ihren Erziehungsberechtigten nicht abgeholt werden (können).

## Umsetzung
Ein Sonderfall der Personenfahndung ist die Alarmfahndung im Rahmen der Bewältigung von Sofortlagen. Dabei muss eine Personenbeschreibung von Auskunftspersonen o. Ä. und möglichst auch eine Fluchtrichtung bekannt sein. In diesem Fall werden die Personen nicht nur in die Fahndungsdatenbank aufgenommen, sondern es werden Fahndungsaufrufe über Polizeifunk und gezielte Suche (z. B. Tatortbereichsfahndung) gestartet.
Ein weiterer Sonderfall der Personenfahndung ist die Zielfahndung: die planmäßige, aktive Suche nach ausgewählten Straftätern oder Tatverdächtigen, die besonders gefährlich sind oder besonders schwere Gewaltverbrechen oder Wirtschaftsdelikte mit hohen Schadenssummen begangen haben (in Deutschland: § 98a, § 100a, § 110a StPO). Kriminalbeamte stellen zu diesem Zweck intensive Nachforschungen an. Gibt es konkrete Hinweise auf den Aufenthaltsort der Zielperson, reisen sie gegebenenfalls auch selbst in andere Länder, um die dortigen Behörden zu unterstützen.
Die Grenzfahndung ist das auf internationale Grenzen priorisierte Fahnden.
In Frankreich wird die Fichier des personnes recherchées (FPR) des Innenministeriums herangezogen.

## Instrumentarien
Fahndungsinstrumente bei Personenfahndungen sind die Auswertung der Verbindungsdaten der Telekommunikation, das Nachvollziehen von Reisebewegungen (Grenzkontrollen, Passagierlisten u. ä.) sowie die Einschaltung der Öffentlichkeit und gegebenenfalls das Schengener Informationssystem, auch bekannt unter dem Kürzel SIS. Zielfahnder nutzen auch Daten von anderen Behörden wie z. B. Arbeitsagenturen oder von Arbeitgebern, um dort Nachforschungen über die Zielperson anzustellen. Zielfahnder erfinden auch einen Vorwand, um die gesuchte Person z. B. in die Behörde der Arbeitsagentur zu locken, um sie dort dann festzunehmen oder den Aufenthaltsort der gesuchten Person zu ermitteln. Zielfahnder arbeiten im Team mit teilweise über 20 Mitarbeitern. Dieses Zielfahndungskommando fixiert sich dabei nur auf eine gezielt zur Fahndung ausgeschriebene Person, auch Zielperson genannt.
Bei der Strafverfolgung gibt es zudem die Schleppnetzfahndung (in Deutschland: § 163d StPO) und bei schwerwiegenden Straftaten die Kontrollstelle nach § 111 StPO. Beim Ersten Angriff und bei schweren Straftaten kann die Personenfahndung auch mittels einer Ringfahndung durchgeführt werden. Üblich sind: Durchsagen (Funkverkehr), Intranet-/Extranet-Fahndungsaufrufe, Publikationen (Fahndungsbuch) u. ä. Durchgeführt wird sie visuell (Streifendienst, Polizeihubschrauber), olfaktorisch (Polizeihunde) und kommunikativ per Befragung des sozialen Umfeldes sowie technisch (Ortungen, Telefonüberwachung, IMSI-Catcher, Einpflegen in das INPOL-System).
Für die Suche kann erkennungsdienstliches Material (Lichtbilder und Fingerabdruckblätter), Personenbeschreibungen (z. B. Phantombilder und Lichtbilder der Justizvollzugsanstalten) zur Hilfe genommen werden.
Die Fahndung nach Sachen ist Aufgabe der Sachfahndung (SF). Die Personen- und die Sachfahndung überschneiden sich teilweise, wenn z. B. die Personen in einem (bekannten) Kraftfahrzeug unterwegs sind – hier wird nach dem Kraftfahrzeugkennzeichen gefahndet, um die Person zu fassen.
Kriminalistisch ist auch ein Abgleich der Fingerabdrücke mit dem AFIS (Deutschland) sinnvoll, wenn der Täter nicht bekannt ist.
Öffentlichkeitsfahndung

Die Öffentlichkeitsfahndung ist nur unter bestimmten Voraussetzungen zulässig, und zwar dann, wenn alle anderen Fahndungsmittel nicht zum Erfolg geführt haben. Über Fahndungsplakate, Handzettel, Pressemitteilungen oder Fernsehsendungen wie Aktenzeichen XY … ungelöst ist eine solche Fahndung möglich. Sie ist ein wichtiges Instrument der Personenfahndung, sofern eine schwerwiegende Straftat, ein Vermisstenfall oder ein unbekannter Toter (mit unnatürlicher Todesursache) vorliegt – „Vermisste/Unbekannte Tote“ (VUT). Hier werden insbesondere die Massenmedien eingeschaltet, um einen großen Kreis von möglichen Hinweisgebern zu erreichen. Ferner finden Fahndungsaufrufe per Steckbrief statt, oder es werden relevante Haushalte besucht. Die erste Fahndung im Fernsehen fand am 7. November 1938 in Berlin im Fernsehsender Paul Nipkow statt.

## Nichtpolizeiliche Fahndung
Auch Detektive, Kopfgeldjäger oder Angehörige (z. B. bei Vermisstenfällen) können Personenfahndung betreiben; insbesondere können auch Privatpersonen oder Institutionen Belohnungen für Hinweise ausloben, die zur Ergreifung/Auffindung einer gesuchten Person führen.